# Pouteria maclayana
Pouteria maclayana là một loài thực vật có hoa trong họ Hồng xiêm. Loài này được (F.Muell.) Baehni miêu tả khoa học đầu tiên năm 1942.